# PSV Eindhoven (piłka nożna kobiet)
PSV Eindhoven – holenderski klub piłki nożnej kobiet, mający siedzibę w mieście Eindhoven, na południu kraju, występujący od sezonu 2015/16 w rozgrywkach Vrouwen Eredivisie, a w latach 2012–2015 w nowo powstałej, transgranicznej lidze Belgii i Holandii (BeNe League).

## Historia
Chronologia nazw:
- 2012: PSV/FC Eindhoven
- 2015: PSV Eindhoven

Kobieca drużyna piłkarska PSV/FC Eindhoven została założona w Eindhoven 4 czerwca 2012 roku jako połączona kobieca sekcja klubów PSV Eindhoven i FC Eindhoven oraz była jedną z członkiem założycielem Women's BeNe League. W sezonie 2012/13 drużyna startowała w pierwszych profesjonalnych rozgrywkach Women's BeNe League. W debiutowym sezonie zespół zajął trzecie miejsce. Po rozwiązaniu Women's BeNe League latem 2015 fuzja została anulowana i klub zmienił nazwę na PSV Eindhoven. W sezonie 2015/16 drużyna debiutowała w profesjonalnych rozgrywkach Vrouwen Eredivisie, zajmując znów trzecie miejsce. W sezonach 2016/17 i 2018/19 zespół powtórzył ten sukces. W sezonie 2019/20 prowadził w tabeli, jednak z powodu pandemii COVID-19 sezon został przerwany i nie dokończony. W kolejnym sezonie 2020/21 zespół zdobył wicemistrzostwo kraju oraz Puchar Holandii, co było dotychczasowym najlepszym osiągnięciem klubu.

## Barwy klubowe, strój, herb, hymn
|  |  |

Klub ma barwy czerwono-białe. Piłkarki domowe spotkania zazwyczaj grają w białych koszulkach z pionowymi czerwonymi pasami, czarnych spodenkach oraz białych getrach.

## Sukcesy

### Trofea międzynarodowe
| \| \| Zdobyte trofea w rozgrywkach międzynarodowych (stan na: 31-05-2023) \| |                                                                     |      |          |
| Rozgrywki                                                                    | Osiągnięcie                                                         | Razy | Sezon(y) |
| Liga Mistrzyń UEFA                                                           | zdobywca                                                            | 0    |          |
| Liga Mistrzyń UEFA                                                           | finalista                                                           | 0    |          |
| Liga Mistrzyń UEFA                                                           | 1/16 finału                                                         | 1    | 2020/21  |
| FIFA                                                                         | Zdobyte trofea w rozgrywkach międzynarodowych (stan na: 31-05-2023) |      |          |

### Trofea krajowe
| \| \| Zdobyte trofea w rozgrywkach Holandii (stan na: 31-05-2023) \| |                                                             |      |                                             |
| Rozgrywki                                                            | Osiągnięcie                                                 | Razy | Sezon(y)                                    |
| Mistrzostwo                                                          | I miejsce                                                   | 0    |                                             |
| Mistrzostwo                                                          | II miejsce                                                  | 2    | 2012/13, 2020/21                            |
| Mistrzostwo                                                          | III miejsce                                                 | 4    | 2015/16, 2016/17, 2018/19, 2021/22          |
| Puchar                                                               | zdobywca                                                    | 1    | 2020/21                                     |
| Puchar                                                               | finalista                                                   | 5    | 2013/14, 2016/17, 2017/18, 2021/22, 2022/23 |
| II liga                                                              | I miejsce                                                   | 0    |                                             |
| II liga                                                              | II miejsce                                                  | 0    |                                             |
| II liga                                                              | III miejsce                                                 | 0    |                                             |
| Holandia                                                             | Zdobyte trofea w rozgrywkach Holandii (stan na: 31-05-2023) |      |                                             |

### Inne trofea
- BeNe League:
  - 3.miejsce (1x): 2012/13

## Poszczególne sezony

### Rozgrywki międzynarodowe

#### Europejskie puchary
Klub w sezonach 2020/21 i 2021/22 uczestniczył w rozgrywkach europejskich.

### Rozgrywki krajowe
| \| Holandia \| Bilans występów klubu w rozgrywkach piłkarskich Holandii (Stan na 31 maja 2023 r.) \| \| |                                                                                    |        |       |   |   |   |    |    |     |            |        |        |      |
| Poziom                                                                                                  | Rozgrywki                                                                          | Sezony | Mecze | Z | R | P | B+ | B– | Pkt | Lata       | Awanse | Spadki | Naj. |
| I | Hoofdklasse / Eredivisie                                                           | 11     |       |   |   |   |    |    |     | od 2012/13 | 0      | 0      | 2    |
| II | Topklasse                                                                          | 0      |       |   |   |   |    |    |     |            |        |        |      |
| III | Hoofdklasse                                                                        | 0      |       |   |   |   |    |    |     |            |        |        |      |
| | Puchar Holandii                                                                    | 11     |       |   |   |   |    |    |     | od 2012/13 | 0      | 0      | 1    |
| Holandia                                                                                                | Bilans występów klubu w rozgrywkach piłkarskich Holandii (Stan na 31 maja 2023 r.) |        |       |   |   |   |    |    |     |            |        |        |      |

## Piłkarki, trenerzy, prezydenci i właściciele klubu

### Trenerzy
- 2012:  Hesterine de Reus
- 2013–2018:  Nebojsa Vuckovic
- 2018–2020:  Sander Luiten
- 2020–2023:  Rick de Rooij
- od 07.2023:  Roeland ten Berge

## Struktura klubu

### Stadion
Drużyna rozgrywała swoje mecze domowe w Eindhoven na stadionie De Herdgang, który może pomieścić 2.500 widzów.

## Kibice i rywalizacja z innymi klubami

### Derby
- AFC Ajax
- FC Eindhoven